# 이드 알아드하

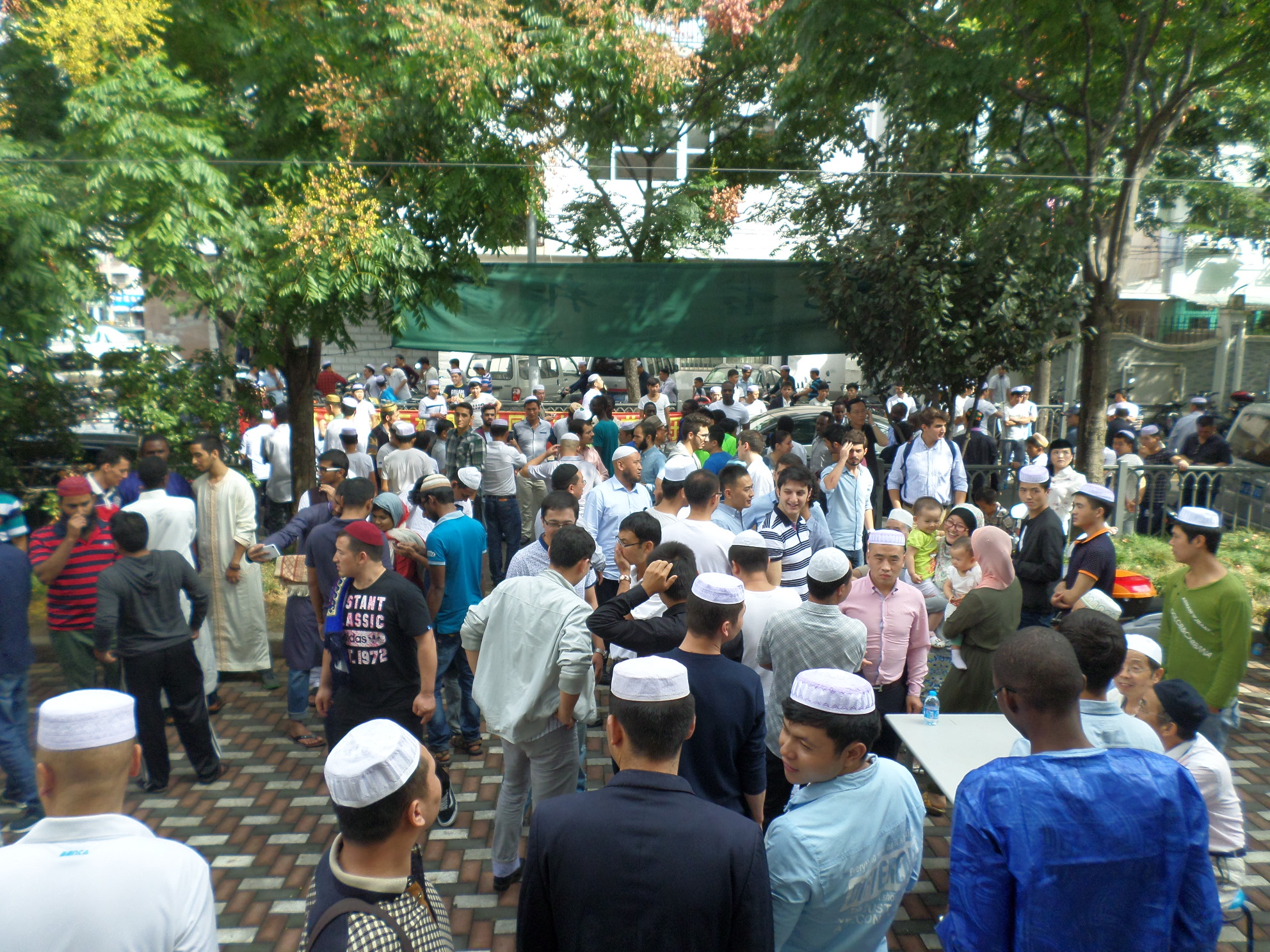

이드 알아드하(아랍어: عيد الأضحى)는 이슬람교의 중요한 정규 축제 중 하나로, 이슬람력 12월 10일에 열리는 제물을 바치는 축제이다. 이슬람 이전에 메카 근교에 있는 마나의 골짜기에서 있었던 제물봉공(祭物奉供) 습관으로부터 나온 것이다. 이는 아브라함이 알라의 명으로 이스마엘을 제물로 바치려다 알라의 제지로 대신 염소를 바친 것에서 유래했다고 한다.
순례자뿐만 아니라 일반 신도들도 한 사람에 염소 한 마리씩(낙타는 일곱 사람이 한 마리)를 제물로 바치고, 그 고기의 3분의 1은 자기가 먹고 나머지는 다른 사람에게 주거나 가난한 사람에게 주는데, 이 물건들은 신의 것으로 간주하여 매매하지 못한다. 신도들은 깨끗한 옷을 입도록 되어 있다.

## 같이 보기
- 이드 울피트르